# Raïon de Vilegodsk
Le raïon de Vilegodsk (en russe : Вилего́дский райо́н, Vilegodski raïon) est une subdivision administrative (raïon) de l'oblast d'Arkhangelsk dans le Nord de la Russie européenne. Situé dans le sud-est de l'oblast, le raïon se situe à la frontière de l'oblast de Kirov et de la république des Komise. Son centre administratif est le village de Ilinsko-Podomskoïe, et il compte en tout 177 localités. Sa population s'élevait à 8 759 habitants en 2023.

## Géographie
Le raïon se situe dans l'oblast d'Arkhangelsk, un sujet de la fédération de Russie situé dans le Nord de la Russie européenne. Le sujet fait partie du district fédéral du Nord-Ouest, et il est inclus comme tout l'oblast dans la région du Nord. Comme tout l'oblast, il est situé dans le fuseau horaire MSK (heure de Moscou). Le décalage horaire appliqué par rapport au temps universel coordonné est +03:00.